# Mimemodes bhutus
Mimemodes bhutus is een keversoort uit de familie kerkhofkevers (Monotomidae). De wetenschappelijke naam van de soort werd in 1976 gepubliceerd door Sen Gupta.